# 夏禹书
夏禹书是传说中禹所制书体或所书字迹，即钟鼎书或蜾匾篆，总共只有12个字。
根据目前的研究结果，夏禹书其中5个是古彝文，7个是甲骨文，直译为：“生地？子，留皮齐？，新尚往还。”意译为：“生地聂子，堕进齐春，欣尚往来。”现代白话译为：“荒野聂人，到了春天，喜欢往来。”记录的是聂人的生活习俗。由于混合使用古彝文和汉甲骨文，比仓颉书还要难以解读，说明了夏文化已经具有了高度的复杂性。
如果可以证明夏禹书的真实性，则说明汉文字开始形成于夏代。

## 出处
出自宋淳化阁帖，传为大禹所做。